# Everhard Bungartz
Everhard Bungartz (* 5. Dezember 1900 in Köln; † 19. Januar 1984 in München) war ein deutscher Unternehmer und Politiker (FDP).

## Leben und Beruf

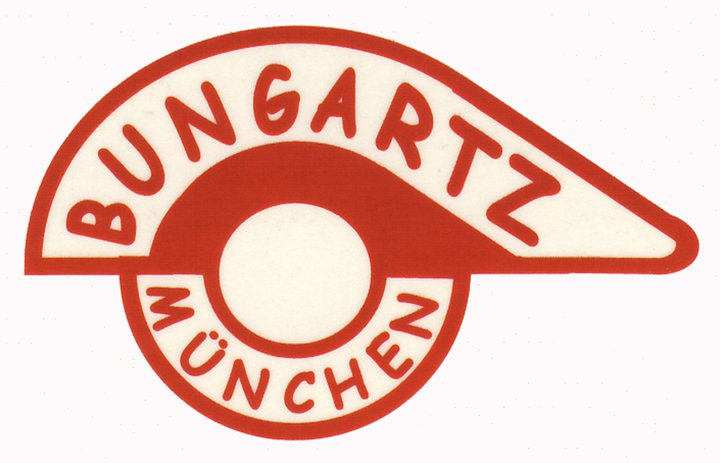
Bungartz und Co. Logo

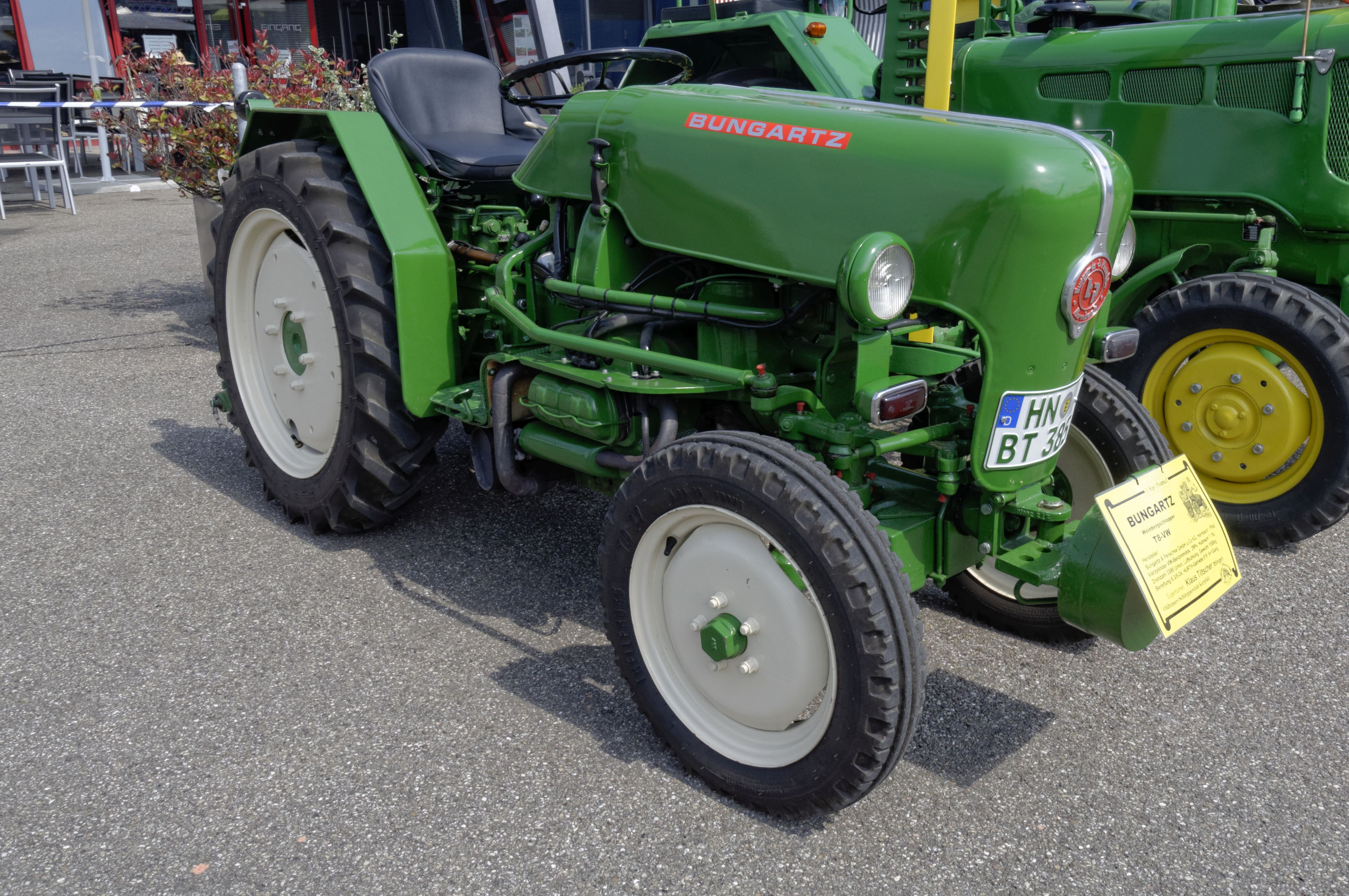
Einer seiner Traktoren

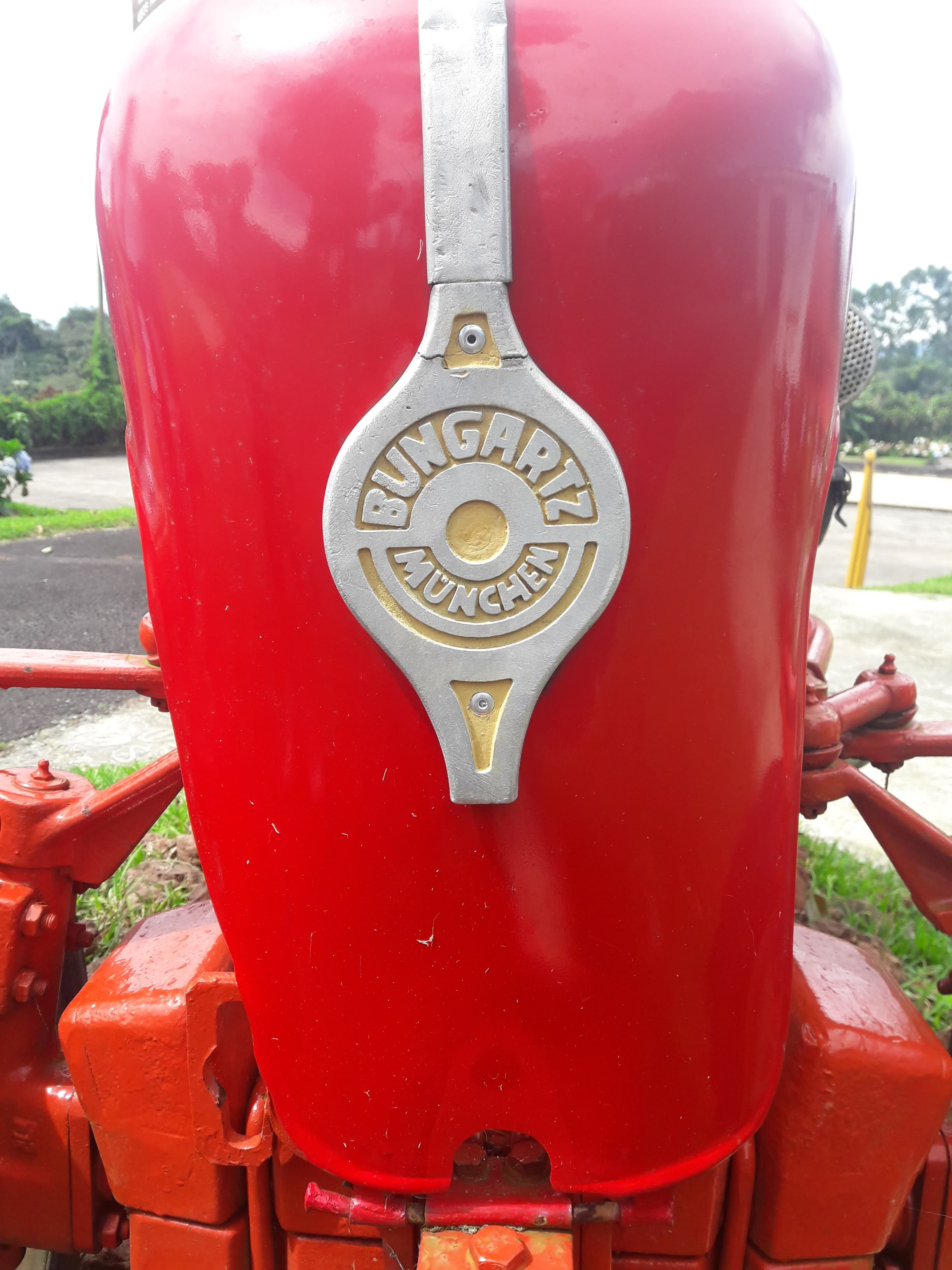
Bungartz – angeblich erster Traktor in Costa Rica

Bungartz war promovierter Physiker und arbeitete zunächst für die I.G. Farben. Er gründete 1934 mit Kapital seines Schwiegervaters Hugo Asbach die Firma Bungartz und Co., die in München Automobile und Anhänger unter der Typenbezeichnung Bungartz Butz herstellte. 1935, sein Chefingenieur Josef Ganz war aufgrund der Judenverfolgung ein Jahr zuvor nach Liechtenstein geflohen, stellte er die Produktion von Kraftfahrzeugen auf Bodenfräsen um. Nachdem zunächst Siemens-Fräsen in Lizenz gebaut wurden, wurden ab 1937 eigene Modelle und Motorhacken entwickelt. Nach dem Zweiten Weltkrieg wurden auch Einachsschlepper und Traktoren hergestellt. Von 1946 bis 1949 war Bungartz neben seiner beruflichen Tätigkeit auch Präsident des Vereins Bayerischer Maschinenbau-Anstalten. 1965 verkaufte Bungartz einen Großteil seiner Werksanlagen an die Boge GmbH und beteiligte sich an einer Unternehmung mit dem Baumaschinenfabrikanten Karl Peschke aus Zweibrücken, mit dem er in Hornbach in Rheinland-Pfalz  eine neue Traktorenfabrik unter der Firma Bungartz & Peschke aufbaute. Diese wurde 1974 an den Konkurrenten Gutbrod verkauft.

## Abgeordneter
Bungartz saß für die Freie Demokratische Partei zunächst 1945 im Länderrat der amerikanischen Besatzungszone, und dann 1947 bis 1949 im Wirtschaftsrat der Bizone. Von 1950 bis 1954 gehörte er dem Bayerischen Landtag an.
Unterlagen zu seiner politischen Tätigkeit liegen im Archiv des Liberalismus der Friedrich-Naumann-Stiftung für die Freiheit in Gummersbach.